# 2025년 뉴올리언스 트럭 돌진 공격
2025년 뉴올리언스 트럭 돌진 공격(영어: 2025 New Orleans truck attack)은 2025년 1월 1일 오전 3시 15분경에 한 남자가 미국 루이지애나주 뉴올리언스의 버번 스트리트에서 픽업 트럭을 몰고 군중으로 돌진한 사건이다. 운전자는 트럭에서 내려 경찰과 총격전을 진행했고 경찰관이 그를 사살했다. 용의자를 포함한 14명이 사망했고, 총에 맞은 경찰관 2명을 포함해 최소 35명이 부상당했다.  이 공격은 그날 늦게 대학 풋볼 슈거볼 경기를 개최할 예정이었던 도시에서 새해를 축하하는 이벤트가 진행되는 동안 발생했다.
연방수사국 (FBI)은 운전자를 텍사스주 휴스턴에 거주하는 전직 미군 장병 샴수드딘 자바(영어: Shamsud-Din Jabbar)로 확인했다. 트럭 뒷면에는 이라크 레반트 이슬람 국가 (IS) 깃발이 발견되었으며 FBI는 이 공격을 테러 행위로 조사하고 있다.